# Sängerlinde Rockau
Die Sängerlinde Rockau ist ein Gedenkbaum im heutigen Dresdner Stadtgebiet. Er steht in Rockau, einem Stadtteil in der Ortschaft Schönfeld-Weißig. Bei dieser Stadt-Linde (Tilia cordata 'Greenspire'), einer Sorte der Winter-Linde, handelt es sich um eine Ersatzpflanzung für die ursprüngliche Linde, die ausweislich des angebrachten Schildes am 13. März 1959 vom Männerchor Rockau gestiftet wurde.

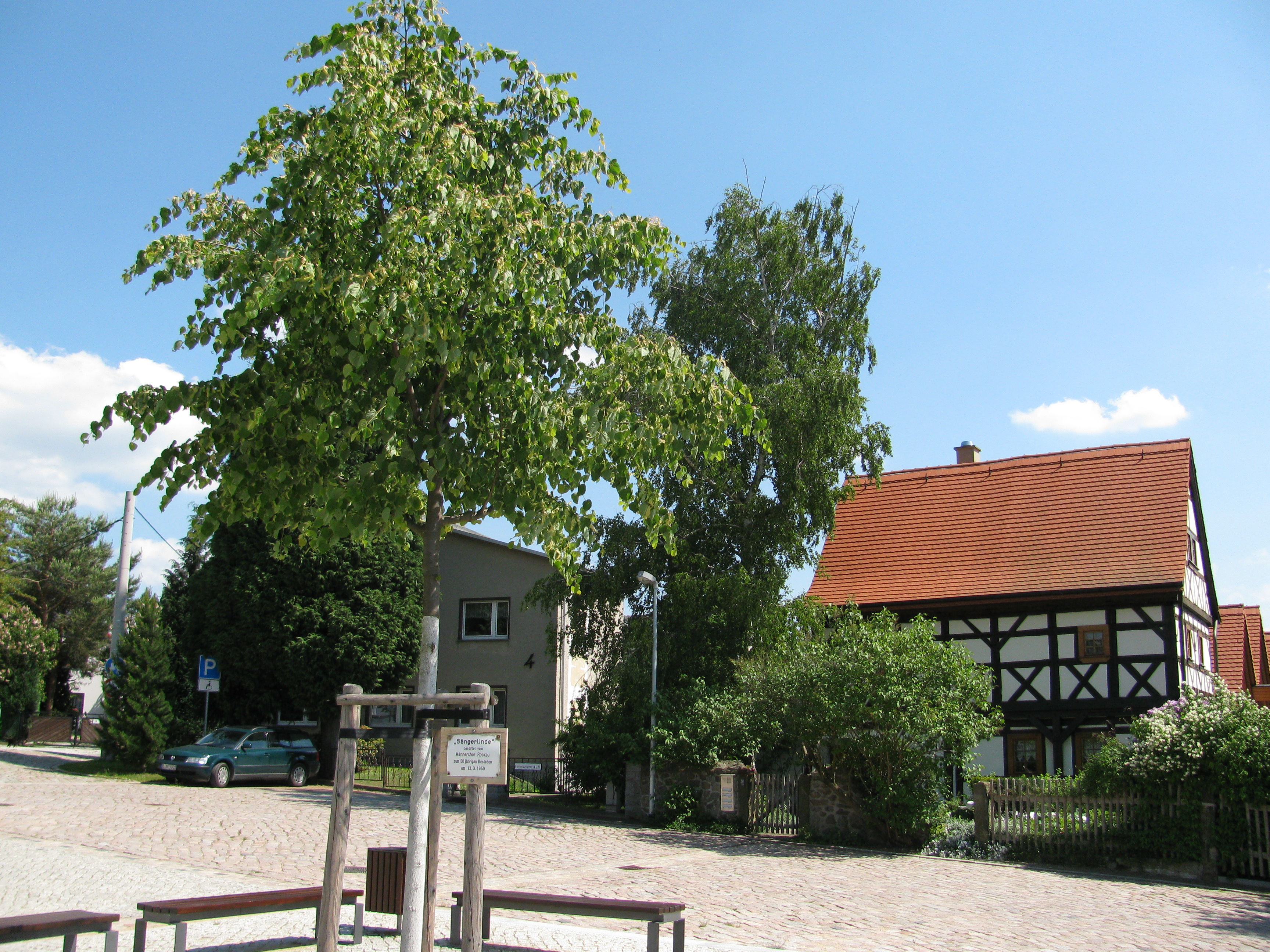
Sängerlinde Rockau (2009)

Der Gedenkbaum steht solitär im Zentrum des Am Dorfplatz genannten Rundlings am südlichen Rand des Stadtteils Rockau, der in der Gemarkung Helfenbergs liegt. Am Rand des Platzes entspringt der Rockauer Bach, der in südliche Richtung das Schönfelder Hochland verlässt und auf dem Elbhang in seinen knapp 600 Metern Lauf 90 Höhenmeter passiert, bevor er in den Keppbach mündet, der in überwiegend südwestlicher Richtung der Elbe zufließt und dabei noch einmal gut 60 Höhenmeter passiert. Bei den Starkregenereignissen am 12. und 13. August 2002, die ein Jahrhunderthochwasser der Elbe zur Folge hatten, fielen im Einzugsgebiet des Keppbachs und seiner Nebenflüsse 200 mm Niederschlag.
Um die restlichen Hochwasserschäden zu beheben, ließ die Stadt Dresden den Rockauer Dorfplatz von Oktober 2006 bis März 2007 neugestalten. Dabei sind Kabel und Leitungen umverlegt und eine neue Straßenentwässerung eingebracht worden. In diesem Zusammenhang kam es zur Ersatzpflanzung der Linde am ursprünglichen Standort.